# Principe Umberto
Die Principe Umberto war ein italienisches Passagierschiff, das 1909 für die Reederei Navigazione Generale Italiana gebaut wurde. Im Ersten Weltkrieg nutze die Regia Marina es als Hilfskreuzer und Truppentransporter. 1916 wurde es von einem U-Boot versenkt.

## Geschichte
Nach der Indienststellung setzte die Reederei die Principe Umberto zusammen mit dem Schwesterschiff Ducca Degli Abruzzi im Liniendienst zwischen Italien und Südafrika ein. Zusätzlich führte sie mehrfach Fahrten nach New York durch.
Nach Beginn des Ersten Weltkrieges requirierte die Regia Marina das Schiff und nutzte es – ausgestattet mit vier 4,7-inch/L40-Geschützen (120 mm) – als Hilfskreuzer und Truppentransportschiff.
Am 8. Juni 1916 war sie zusammen mit den Truppentransportern Re Vittorio, Ravenna und Fosto sowie einem Begleitzerstörer auf dem Weg nach Moudros. Gegen Abend wurde der Geleitzug in der Adria von zwei österreichischen U-Booten angegriffen und die Principe Umberto gegen 20.45 Uhr von dem Boot U-5 torpediert und versenkt. Durch den Angriff starben 1926 Personen. Es war gemessen an der Zahl der Toten die größte Seekatastrophe des Ersten Weltkriegs.
Im Mai 2022 wurde das Wrack der Principe Umberto auf dem Meeresboden vor dem Kepi i Gjuhëzës (Kap Glossa) gefunden.